# Transformers Prime Beast Hunters: Predacons Rising
Transformers Prime Beast Hunters: Predacons Rising è un film televisivo d'animazione statunitense (creato in CGI) del 2013. I protagonisti sono i Transformers della serie televisiva animata in CGI Transformers: Prime (uscita nel 2010) in cui conclude la sua storia. È stato trasmesso per la prima volta su Hub Network il 4 ottobre 2013.
L'edizione home video è stata distribuita con il titolo Transformers Prime Beast Hunters: Predacons Rising - Il film.

## Trama
Non molto tempo dopo l'apparente morte del perfido leader dei Decepticon, Megatron, e il ripristino del pianeta Cybertron, gli Autobot celebrano meravigliosamente al nostro eroe Optimus Prime che nomina Bumblebee guerriero. Optimus e Wheeljack intraprendono un viaggio alla ricerca dell'Allspark, la fonte della vita cybertroniana, lasciando gli altri Autobot a dare la caccia ai Decepticon Starscream e Shockwave i quali sono misteriosamente scomparsi. Nel frattempo, sul fondo dell'oceano terrestre, il cadavere di Megatron viene rianimato e posseduto dal potente e malvagio dio del caos, Unicron, con l'intenzione di distruggere Cybertron e di eliminare suo fratello gemello Primus, una volta per tutte. Durante la ricerca di Starscream e Shockwave, Ultra Magnus e Smokescreen vengono attaccati da Skylynx e Darksteel (nuovi predacon creati da Shockwave), costringendo Ratchet a tornare su Cybertron per curare le loro ferite.
Gli Autobot Bumblebee, Arcee, Smokescreen e Bulkhead rintracciano Predaking nel tentativo di trovare i nuovi Predacon, ma Predaking si rifiuta con riluttanza di aiutarli. Dopo che la squadra di Bumblebee si è diretta alla vecchia fortezza di Megatron a Kaon su suggerimento del prigioniero Knockout, vengono affrontati dal temutissimo divoratore di pianeti e sono costretti a scappare. Nel frattempo, nella fascia degli asteroidi Theta Scorpii, Optimus e Wheeljack trovano il container dell'Allspark. Nonostante un'imminente tempesta di plasma che danneggia la nave di Wheeljack, Optimus recupera il container e inizia a tornare su Cybertron. Con Ultra Magnus ferito in azione e Optimus incapace di comunicare con loro, Bumblebee assume la guida temporanea degli Autobot.
Predaking inizia a cercare Skylynx e Darksteel, ma trova invece Unicron. Dopo averlo sconfitto facilmente, Unicron incontra Starscream, Shockwave, Darksteel e Skylynx che raccolgono ossa da un enorme cimitero dei Predacon. Unicron ha la meglio su Skylynx e Darksteel e resuscita gli antichi cadaveri in Terrorcon non morti; Starscream fugge e Shockwave viene apparentemente ucciso dai Terrorcon. Mentre l'orda di non morti si dirige verso il pozzo di tutte le scintille, gli Autobot si preparano a contrattaccare mentre Ratchet rimane indietro con Ultra Magnus. Starscream si intrufola a bordo della Nemesis e libera Knockout e le truppe Vehicon prigioniere, ma Knockout ha difetti e rende inabile Starscream prima che possa requisire la nave e fuggire da Cybertron. Predaking trova Skylynx e Darksteel al cimitero dei Predacon e la rissa che ne risulta viene interrotta da un Shockwave ferito, che suggerisce di assistere gli Autobot. L'esercito di non morti di Unicron si confronta con Nemesis e i Predacon al pozzo dell'Allspark, ma la nave viene abbattuta e Starscream riesce a fuggire.
Optimus e Wheeljack tornano, ma Unicron abbatte la nave di Wheeljack, sconfigge Optimus e apparentemente rivendica l'Allspark. Tuttavia, il suo anti-Spark viene trascinato nel contenitore vuoto, sigillandolo per sempre. I Terrorcon si disintegrano e Megatron viene finalmente liberato dal controllo di Unicron. Cambiando idea, Megatron  annuncia apertamente di sciogliere i Decepticon e se ne va in esilio. Il malvagio Starscream cerca di prendere il comando ma sfortunatamente viene ritrovato di fronte al vendicativo Predaking, insieme al resto dei due Predacon (Skylynx e Darksteel).
Optimus rivela di aver svuotato l'Allspark nella Matrice del Comando dentro di lui, ma non può più essere separato da nessuno dei due e deve sacrificarsi per riportare la vita a Cybertron. Gli Autobot cercano di dissuaderlo, ma Optimus afferma che la Matrice non può essere ripristinato di nuovo e chiede che continuino a proteggere Cybertron. Mentre gli altri giurano di mantenere la pace e Optimus si tuffa nel nucleo del pianeta, milioni di scintille dei Transformers deceduti e non nati emergono dal pozzo. Gli Autobot guardano mentre la scintilla di Optimus si unisce alla moltitudine nel pozzo, mentre racconta che il suo sacrificio segna un nuovo inizio piuttosto che la fine.

## Doppiaggio
| Personaggio               | Doppiatore originale     | Doppiatore italiano |
| ------------------------- | ------------------------ | ------------------- |
| Orion Pax / Optimus Prime | Peter Cullen             | Marco Balzarotti    |
| D-16 / Megatron           | Frank Welker             | Tony Fuochi         |
| Unicron                   | John Noble               | Marco Balbi         |
| Bumblebee                 | Will Friedle             | Alessandro Rigotti  |
| Arcee                     | Sumalee Montano          | Sonia Mazza         |
| Starscream                | Steve Blum               | Gianluca Iacono     |
| Darksteel                 | Steve Blum               |                     |
| Smokescreen               | Nolan North              | Alessandro Capra    |
| Skylynx                   | Nolan North              |                     |
| Bulkhead                  | Kevin Michael Richardson | Pietro Ubaldi       |
| Knockout                  | Daran Norris             | Diego Sabre         |
| Wheeljack                 | James Horan              | Lorenzo Scattorin   |
| Predaking                 | Peter Mensah             |                     |
| Shockwave                 | David Sobolov            | Maurizio Trombini   |
| Ratchet                   | Jeffrey Combs            | Claudio Moneta      |
| Ultra Magnus              | Michael Ironside         | Massimiliano Lotti  |